# Janine Hanson
Janine Hanson, född den 14 december 1982 i La Mesa, Kalifornien, är en kanadensisk roddare.
Hon tog OS-silver i åtta med styrman i samband med de olympiska roddtävlingarna 2012 i London.